# David Purley

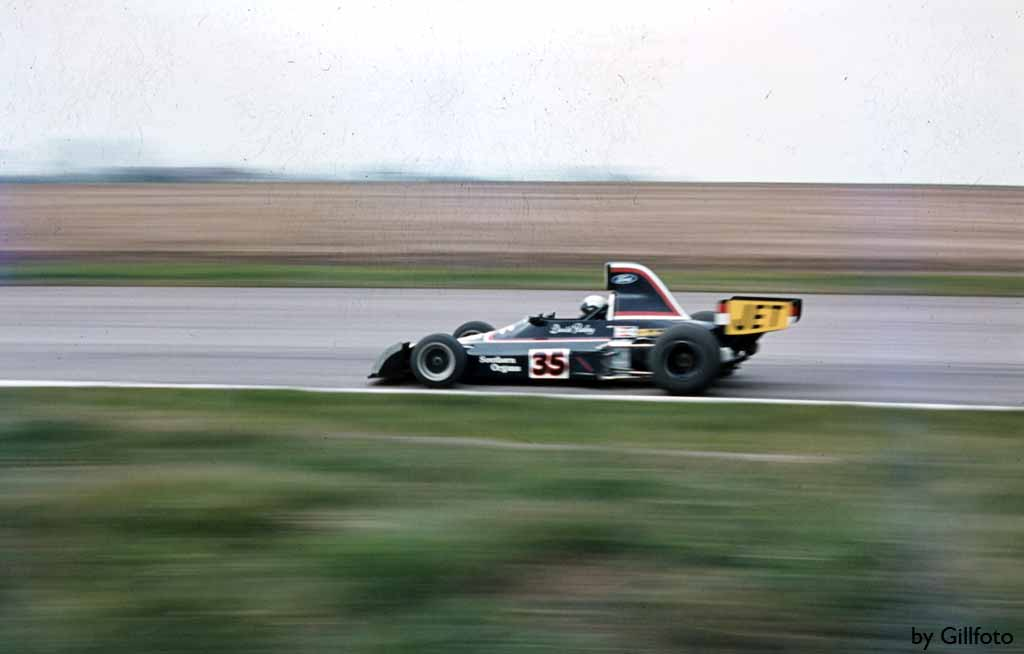
David Purley in actie op het circuit van Silverstone.

David Purley (Bognor Regis, 26 januari 1945 – bij Bognor Regis, 2 juli 1985) was een Britse autocoureur, die in de jaren zeventig elf keer deelnam aan een Formule 1-wedstrijd.

## Carrière
Na een periode in het Britse leger, waar hij als officier naar Aden was gestuurd, begon Purley in 1968 met autoracen, aangestoken door zijn vriend Derek Bell. Tijdens de Grand Prix van Monaco in 1973 maakte Purley zijn debuut in de Formule 1 met een March.
Purley werd bekend door zijn pogingen om bij de Grote Prijs van Nederland dat jaar zijn landgenoot Roger Williamson te redden. Williamson had door een lekke band een ongeluk gekregen en was met zijn brandende auto op de kop terechtgekomen. Een ronde later stopte Purley bij het wrak van Williamson en probeerde hem te helpen, terwijl de hulpdiensten massaal faalden. Ondanks zijn dappere pogingen kon Purley weinig uitrichten en Williamson kwam door verstikking om het leven. In 1974 kreeg Purley voor zijn optreden een George Medal.
Purley reed nog enkele F1-races in 1973 met een negende plaats bij de Grand Prix van Italië als beste resultaat. In 1974 reed hij alleen de Grand Prix van Groot-Brittannië voor het team van Token Racing, maar wist zich niet te kwalificeren. Na twee jaar in de Formule 5000 keerde Purley in 1977 terug in de Formule 1 met zijn eigen LEC-team, waarmee hij enkele malen wist te finishen. Tijdens de training voor de Britse GP op Silverstone crashte hij zwaar, waarbij hij zeven gebroken ribben, twee gebroken benen, een gebroken linkervoet en een blessure aan zijn bekken opliep. Tijdens de crash remde zijn wagen af van 173 tot 0 km/u in slechts 66 cm. Hierdoor kreeg Purley 179,8 g te verduren en stond hij in het Guinness Book of Records voor de hoogste G-krachten die door een mens is overleefd (tot 2003, waarin Kenny Bräck tijdens een crash 214 g te verduren kreeg).
In 1978 keerde Purley terug in de autosport, maar vanaf 1979 richtte hij zich op vliegtuigevenementen. In 1985 kwam hij om het leven toen zijn vliegtuig, een Pitts Special, bij Bognor Regis in zee stortte.